# Czesław Jamka
Czesław Jakub Jamka (ur. 12 lipca 1895 w Piaskach Wielkich, zm. ?) – major piechoty Wojska Polskiego.

## Życiorys
Urodził się 12 lipca 1895 w Piaskach Wielkich, w ówczesnym powiecie wielickim Królestwa Galicji i Lodomerii, w rodzinie Wojciecha i Katarzyny Hachlowskiej. 15 listopada 1916, jako uczeń VII klasy Filii c. k. Gimnazjum św. Jacka w Krakowie został wcielony do 16 Pułku Piechoty Obrony Krajowej.
19 lutego 1919 został przyjęty do Wojska Polskiego z zatwierdzeniem posiadanego stopnia podporucznika i przydzielony na stanowisko komendanta dworca w Sanoku. 1 czerwca 1921 pełnił służbę w Dowództwie Dworca Kolejowego Szczakowa, a jego oddziałem macierzystym był 54 Pułk Piechoty.
Później został awansowany na stopień porucznika piechoty ze starszeństwem z dniem 1 czerwca 1919, później na stopień kapitana piechoty ze starszeństwem z dniem 1 stycznia 1930. W latach 20. i do początku lat 30. był oficerem 12 pułku piechoty w Wadowicach. W kwietniu 1933 został przeniesiony do Korpusu Ochrony Pogranicza. Na stopień majora został mianowany ze starszeństwem z 19 marca 1938 i 46. lokatą w korpusie oficerów piechoty. Do marca 1939 pełnił służbę w batalionie KOP „Kleck” na stanowisku zastępcy dowódcy batalionu. 
Po wybuchu II wojny światowej podczas kampanii wrześniowej 1939 pełnił funkcję dowódcy II batalionu piechoty w składzie 1 pułku piechoty KOP. Został ranny w walkach z Niemcami: według jednego źródła pod m. Wysoka 2 września 1939, według innego 5 września pod Wiśniową lub 6 września pod Bochnią. Dostał się do niemieckiej niewoli. W 1941 przebywał w Oflagu II E Neubrandenburg, a w następnym roku w Oflagu VI B Dössel .

## Ordery i odznaczenia
- Złoty Krzyż Zasługi (11 listopada 1938)[19][16]
- Medal Niepodległości (16 marca 1937)[20][1][16]
- Srebrny Krzyż Zasługi (10 listopada 1928)[21]